# Barnasiówka
Barnasiówka (566 m) – szczyt na Pogórzu Wielickim. Znajduje się w długim Paśmie Barnasiówki i jest najwyższym szczytem tego pasma.
Grzbiet Pasma Barnasiówki ma mniej więcej równoleżnikowy przebieg i jest wyrównany, jego szczyty niewiele tylko wznoszą się ponad grzbiet. Również szczyt Barnasiówki jest mało wybitny i całkowicie porośnięty lasem. Porośnięte lasem są także stoki Barnasiówki. Południowe opadają do doliny Bysinki w Bysinie, w północnym kierunku opada grzbiet oddzielający dolinki dwóch potoków uchodzących do Głogoczówki, wschodni z nich to Studzianka. Stoki Barnasiówki należą do czterech miejscowości: Bysina, Jawornik, Myślenice i Jasienica.
Nazwę Barnasiówka dla najwyższego wzniesienia Pasma Barnasiówki podają mapy Geoportalu bazujące na państwowym rejestrze nazw geograficznych. Według Aleksego Siemionowa jednak prawidłowa nazwa tego wzniesienia to Dalin. Taka nazwa jest używana przez miejscową ludność (całe pasmo również zwane jest Dalinem) i nazwę Dalin dla tego szczytu zatwierdziła Komisja Turystyki Górskiej Oddziału PTTK „Ziemia Wadowicka” w 1981 r. Nazwa Barnasiówka pojawiła się na mapie Kummersberga w 1855 r. Pochodziła ona od pola Barnasiówka na jego południowych zboczach.

## Szlaki turystyczne
Przez szczyt Barnasiówki i całym grzbietem Pasma Barnasiówki biegną dwa szlaki turystyczne;
 Sułkowice – Pisana – Kaniowa Góra – Barnasiówka – Dalin – Myślenice. Odległość 12 km, suma podejść 376 m, suma zejść 350 m, czas przejścia czas przejścia 3 godz. 38 min, z powrotem 3 godz. 50 min
 Beskidzki szlak św. Jakuba